# L·S·斯塔夫里阿诺斯
L·S·斯塔夫里阿诺斯（Leften Stavros Stavrianos，1913年2月5日－2004年3月23日），加拿大出生的希腊裔美国历史学家，早年专攻巴尔干史，后致力于全球史观的通史编纂，1971年出版《全球通史》一书。

## 生平
1913年，斯塔夫里阿诺斯出生于加拿大温哥华。他本科毕业于不列顛哥倫比亞大學，在马萨诸塞州伍斯特的克拉克大學获得硕士和博士学位。
1946年起，斯塔夫里阿诺斯任美国西北大学的荣誉教授和行为科学高级研究中心的研究员，直至1973年退休。随后他在担任兼职教授，直到1992年停止教学。
斯塔夫里阿诺斯博士曾因杰出的学术成就而荣获古根海姆奖（1951年）、福特学院奖（1953年）和洛克菲勒基金奖（1967年）。
2004年3月23日，斯塔夫里阿诺斯在美国加利福尼亚州圣迭戈逝世，享年91岁。

## 著作
- 《全球通史》——至今已出第七版
- 《1453年来的巴尔干各国》
- 《奥斯曼帝国：欧洲病夫？》
- 《即将来到的黑暗时代的前途》
- 《全球分裂：第三世界充分发展》
- 《源自我们过去的生命线：新世界史》